# Styringomyia marmorata
Styringomyia marmorata är en tvåvingeart som beskrevs av Senior-white 1924. Styringomyia marmorata ingår i släktet Styringomyia och familjen småharkrankar.
Artens utbredningsområde är Sri Lanka. Inga underarter finns listade i Catalogue of Life.